# Placas de identificação de veículos na Albânia

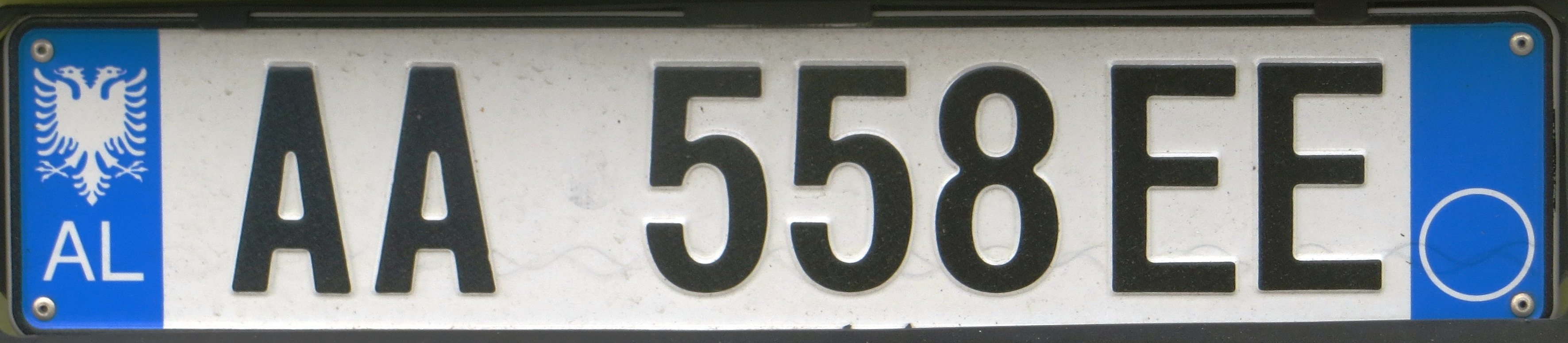
Modelo atual, emitido a partir de 2011

As placas de identificação de veículos da Albânia são emitidas pelos diretórios regionais de transportes.

## Formato

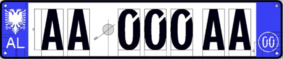
O novo formato não possui mais base em distinções regionais por prefixos; no entanto, as placas antigas continuam válidas.

Um novo formato de placas, similar ao italiano depois de 1994 ou ao francês após 2009 foi introduzido em 16 de fevereiro de 2011. As placas têm uma faixa azul à esquerda com o código de registro nacional AL e a águia bicéfala em branco, duas letras, holograma de segurança, duas letras, três dígitos e duas letras em um fundo branco, com uma faixa azul à direita indicando o ano de registro. Placas de todos os veículos tiveram mudança similar. Os críticos dizem que a águia bicéfala e a faixa não são representativas das cores da bandeira da Albânia: preto e vermelho.

## História

### 1958-1993
Durante o período comunista, os caminhões, além das placas, possuíam inscrições pintadas dos lados com a inicial do distrito e uma sequência numérica de até cinco dígitos. Os veículos oficiais possuíam placas brancas com a estrela vermelha e com o código distrital e o número serial em preto. Quando houve o restabelecimento da propriedade privada após a queda do comunismo, um novo formato foi estabelecido, ainda sem o indicativo nacional..

### 1993-2011

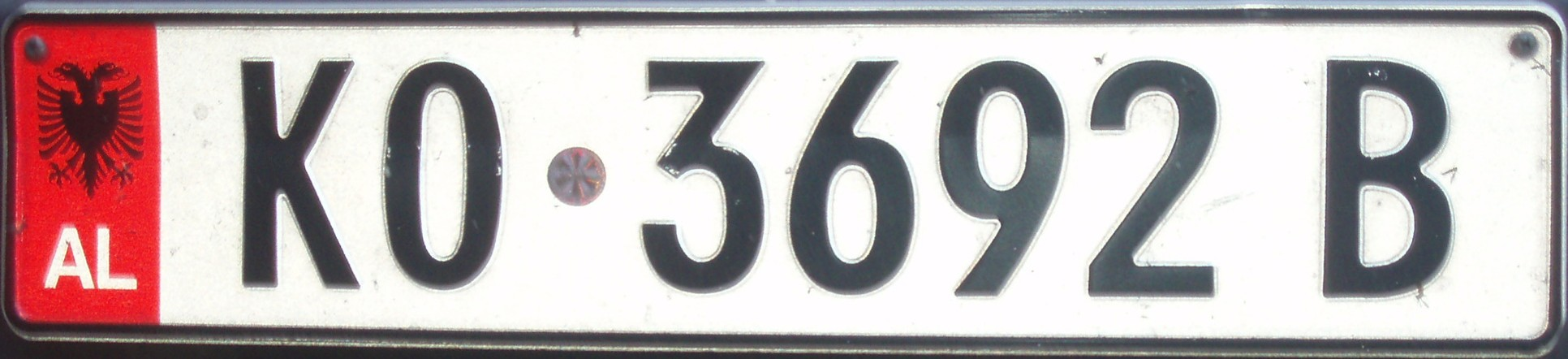
O modelo emitido de 2002 a 2011 possuía fontes menores e códigos distritais. KO indica o distrito de Korçë. Este padrão continua válido mesmo após a introdução de modelos posteriores.

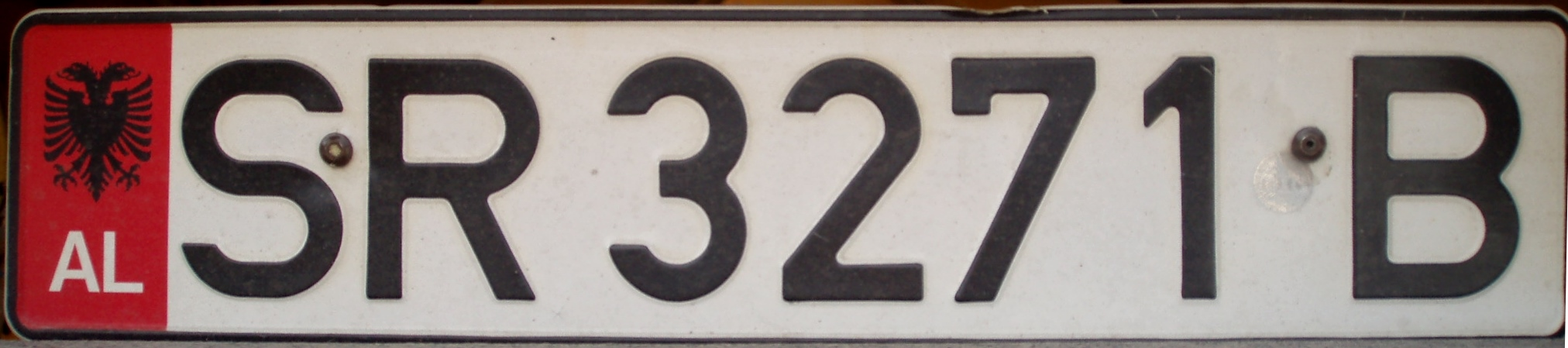
Entre 1995 e 2002 foram emitidas placas com a fonte tipográfica alemã DIN 1451. SR indica o distrito de Sarandë. Foi o primeiro modelo que teve a introdução do indicativo de nacionalidade à esquerda.

O formato mais antigo, introduzido em 1993 continuou válido após a introdução do modelo posterior em fevereiro de 2011. Esse formato foi alterado em 1995 com a adição de uma faixa vermelha à esquerda com a indicação nacional AL com o uso da fonte DIN 1451. O espaçamento entre caracteres mudou várias vezes e posteriormente adicionou-se um holograma de segurança. O formato começa com código distrital de duas letras. Por exemplo, a abreviação para o distrito de Korçë é KO. Seguia-se então uma sequência numérica de quatro dígitos, com uma letra serial indicando a ordem de alocação das séries de números. Assim, sabe-se que uma placa que terminasse com B foi emitida posteriormente em relação a outra terminada em A, naquele distrito. Desde 2002, uma fonte menor foi introduzida, sem que as placas anteriores deixassem de ser válidas.
As letras finais também indicavam a quantidade de veículos registrados em determinado distrito. Se a última letra de uma placa fosse U, isto significa que aquele distrito já havia registro mais de 200 000 veículos.

### Códigos distritais

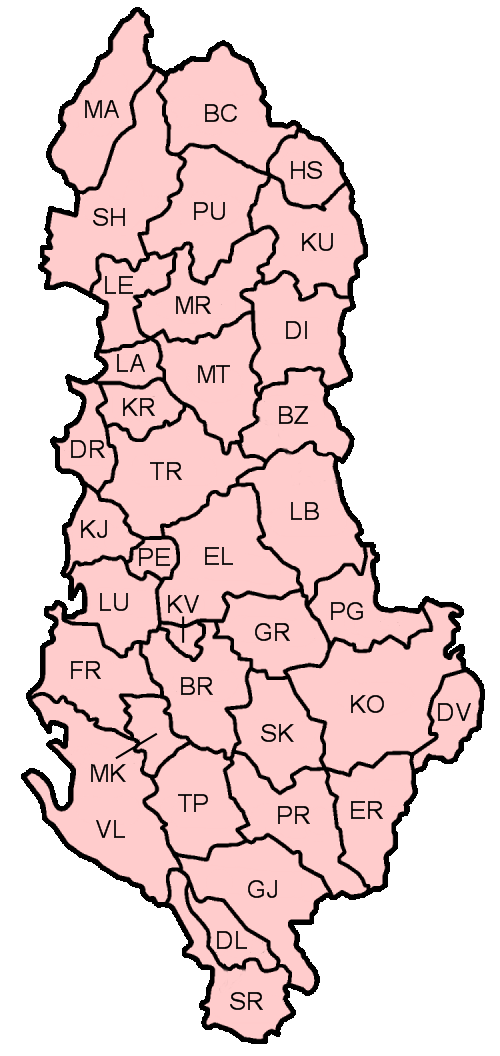
Mapa de códigos distritais

| Prefixo | Distrito       |
| ------- | -------------- |
| BC      | Tropojë        |
| BR      | Berat          |
| BZ      | Bulqizë        |
| DI      | Dibër          |
| DL      | Delvinë        |
| DR      | Durrës         |
| DV      | Devoll         |
| EL      | Elbasan        |
| ER      | Kolonjë        |
| FR      | Fier           |
| GJ      | Gjirokastër    |
| GR      | Gramsh         |
| HS      | Has            |
| KJ      | Kavajë         |
| KO      | Korçë          |
| KR      | Krujë          |
| KU      | Kukës          |
| KV      | Kuçovë         |
| LA      | Kurbin         |
| LB      | Librazhd       |
| LE      | Lezhë          |
| LU      | Lushnjë        |
| MA      | Malësi e Madhe |
| MK      | Mallakastër    |
| MR      | Mirditë        |
| MT      | Mat            |
| PE      | Peqin          |
| PG      | Pogradec       |
| PR      | Përmet         |
| PU      | Pukë           |
| SH      | Shkodër        |
| SK      | Skrapar        |
| SR      | Sarandë        |
| TP      | Tepelenë       |
| TR      | Tirana         |
| VL      | Vlorë          |

## Outros tipos
| Tipo        | Formato    | Observações                                                                    |
| ----------- | ---------- | ------------------------------------------------------------------------------ |
| Diplomático | CD 00-00 A | Caracteres e borda verdes                                                      |
| Táxi        | AA 000 T   | Caracteres e borda vermelhos.                                                  |
| Polícia     | MB 000 AA  | MB (Ministria e Brendshme): Ministério do Interior                             |
| Militar     | MM 000 FT  | MM (Ministria e Mbrojtjes) FT, FA e FD representam os ramos das Forças Armadas |

Códigos para veículos do serviço diplomático/consular:
| Código | País / Organização Internacional |
| ------ | -------------------------------- |
| 01     | Áustria                          |
| 02     | Reino Unido                      |
| 03     | Bulgária                         |
| 04     | N/A                              |
| 05     | República Tcheca                 |
| 06     | Egito                            |
| 07     | França                           |
| 08     | Grécia                           |
| 09     | Alemanha                         |
| 10     | Hungria                          |
| 11     | Itália                           |
| 12     | Irã                              |
| 13     | Sérvia                           |
| 14     | China                            |
| 15     | Croácia                          |
| 16     | N/A                              |
| 17     | Macedônia do Norte               |
| 18     | Palestina                        |
| 19     | Polônia                          |
| 20     | Romênia                          |
| 21     | Rússia                           |
| 22     | N/A                              |
| 23     | Estados Unidos                   |
| 24     | Turquia                          |
| 25     | Suíça                            |
| 27     | Arábia Saudita                   |
| 28     | Suécia                           |
| 29     | Espanha                          |
| 33     | UNESCO                           |
| 41     | União Europeia                   |
| 42     | Nações Unidas                    |
| 43     | UNICEF                           |
| 44     | N/A                              |
| 45     | OMS                              |
| 48     | Banco Mundial                    |
| 52     | Kuwait                           |
| 55     | Kosovo                           |
| 56     | Países Baixos                    |
| 60     | Dinamarca                        |
| 66     | Eslováquia                       |
| 77     | Brasil                           |
| 79     | Israel                           |
| 81     | Qatar                            |